# Bracon iridipennis
Bracon iridipennis är en stekelart som beskrevs av Cameron 1906. Bracon iridipennis ingår i släktet Bracon och familjen bracksteklar. Inga underarter finns listade.